# Colt 9mm SMG
Colt 9 мм SMG, також відомий як  Colt Model 635, пістолет-кулемет під набій 9×19 мм Парабелум виробництва компанії Colt, створений на базі гвинтівки M16.

## Конструкція
Colt 9 мм SMG — це пістолет-кулемет з закритим, вільним затвором, на відміну від УСМ гвинтівки M16 з прямою дією порохових газів. Як зброя з закритим затвором, Colt SMG більш точний, ніж зброя з відкритим затвором, наприклад, ізраїльський Uzi.
Загальна естетика схожа на більшість гвинтівок типу M16. Зміни включають в себе великий пластиковий латунний дефлектор, встановлений до задній частині отвору для викиду гільз. Заводські Colt  9 мм SMG мають 10.5-дюймовий ствол та мають верхню стволову коробку в стилі M16, що значить вони мають фіксоване руків'я для переноски, не мають досилача затвора та приціл A1 (з позначками на 50 та 100 метрів). Гніздо магазина на ствольній коробці модифіковане для використання спеціального адаптера, який допомагає використовувати магазини з набоями 9 мм. Магазини є копіями ізраїльських магазинів для пістолетів-кулеметів UZI, модифікованими для Кольта з можливістю фіксування затвора у задньому положенні після останнього пострілу.

## Варіанти
Поточними виробничими моделями Colt є R0635, який має УСМ з перевідником вогню Запобіжник/Одиночний/Автоматичний та R0639, який має УСМ з перевідником вогню Запобіжник/Одиночний/3-постріли. Обидві моделі мають стволи довжиною 10.5 дюйми. 633 був модифікованою компактною версією зі стволом довжиною 180 мм, гідравлічним буфером та спрощеною стійкою мушки.
Найпоширеніша модель -  635, остання версія якої має просте маркування SMG 9mm NATO. До початку 2010-х років було представлено нові варіанти R0991, R0992 та R6951. Варіант R0991 має перевідник вогню Запобіжник/Одиночний/Автоматичний з рейкою Пікатінні на пласкій верхній ствольній коробці навколо ствола, що зволяє легко монтувати аксесуари, ствол довжиною 10.5 дюйми, а також встановлено композитний приклад третього покоління; варіант R0992 має майже такі самі особливості, що і R0991, окрім перевідника вогню з режимами Запобіжник/Одиночний/3-постріли; варіант R6951 має такі самі особливості, що і R0991 та R0992, але не має перевідника вогню та має ствол довжиною 16.1 дюйми замість 10.5.

## Користувачі
- Аргентина: Використовується аргентинською армією.[11]
- Індія: Використовується підрозділом поліції Octopus Андхра-Прадеш.[12]
- Ізраїль: Використовується спецназом ЦАХАЛу.[13]
- Малайзія: Використовується Спеціальні військово-повітряні сили ВПС Малайзії (PASKAU) Контртерористичні сили Королівських ВПС Малайзії[14]
- США: Використовується корпусом морської піхоти.[15][16] Також використовується службою маршалів США, департаментом поліції Ло-Анджелеса SWAT, Міністерство юстиції США — Федеральне бюро в'язниць, Служба дипломатичної безпеки США та ряд інших федеральних відомств.[17] Перед цим цією зброєю користувалося Управління боротьби з наркотиками, але вони зняті з озброєння. Міністерство енергетики США використовувало цю зброю для захисту ядерної зброї та об'єктів.

## Галерея

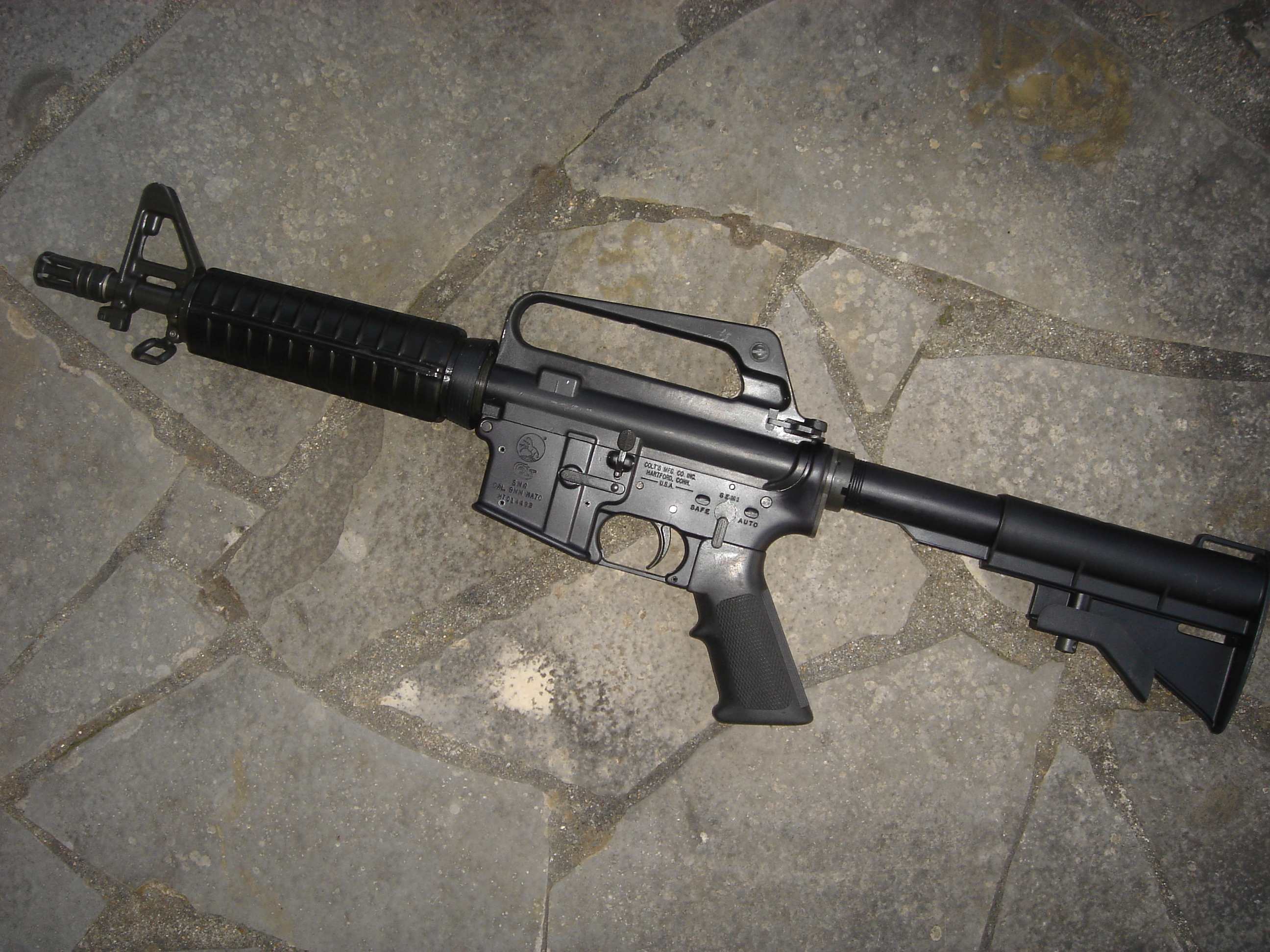
Colt SMG 635 з лівого боку
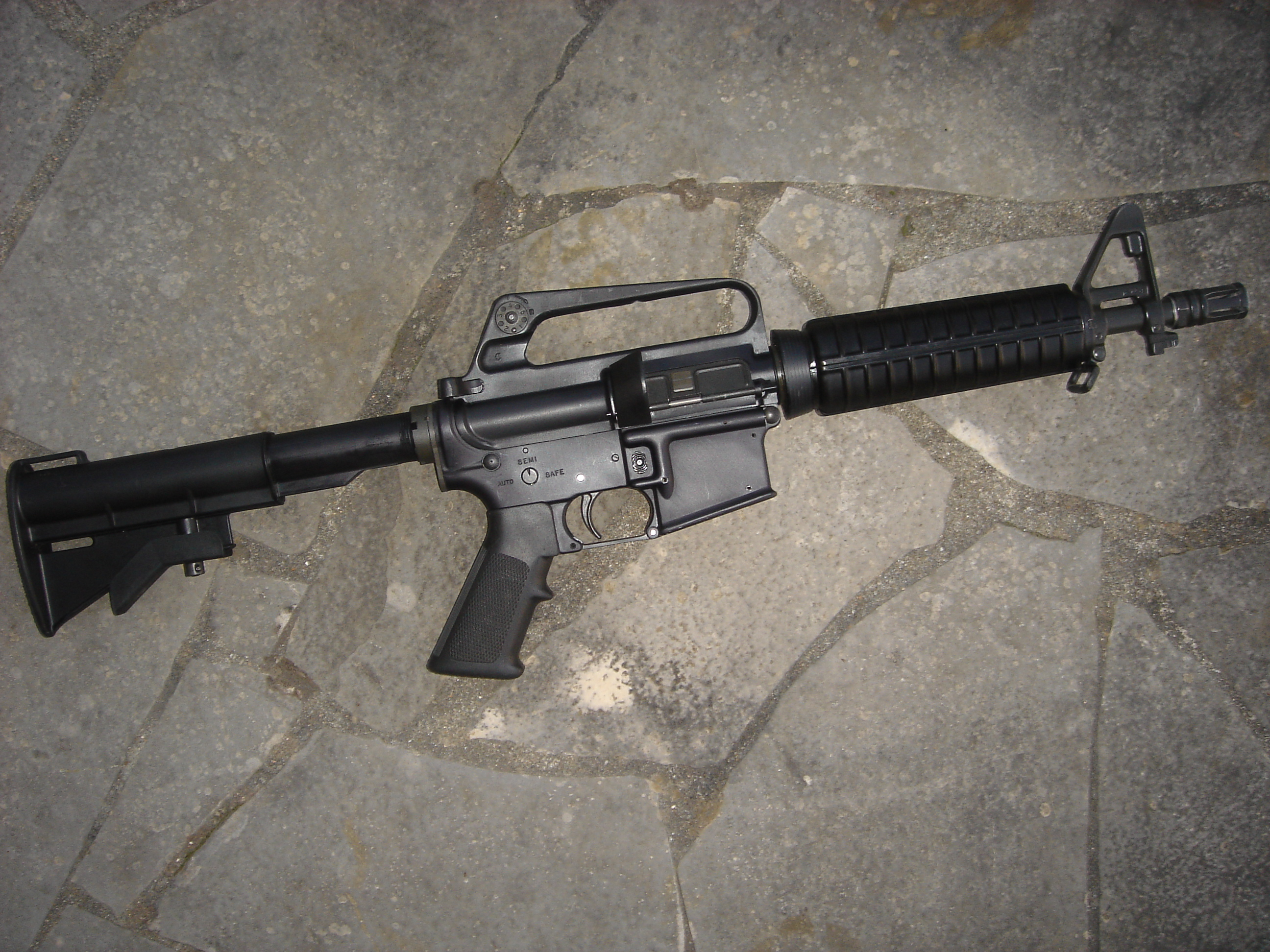
Colt SMG 635 з правого боку
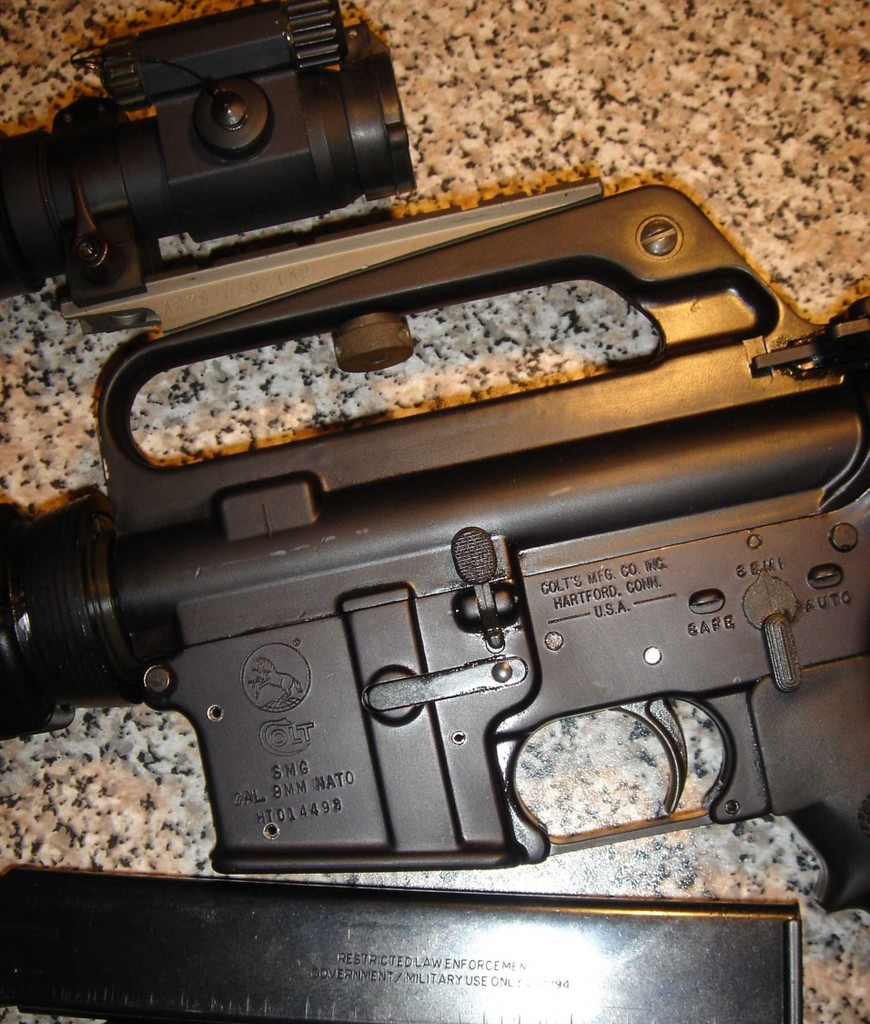
Colt SMG 635, приціл ML 2, кріплення Кольта та магазин
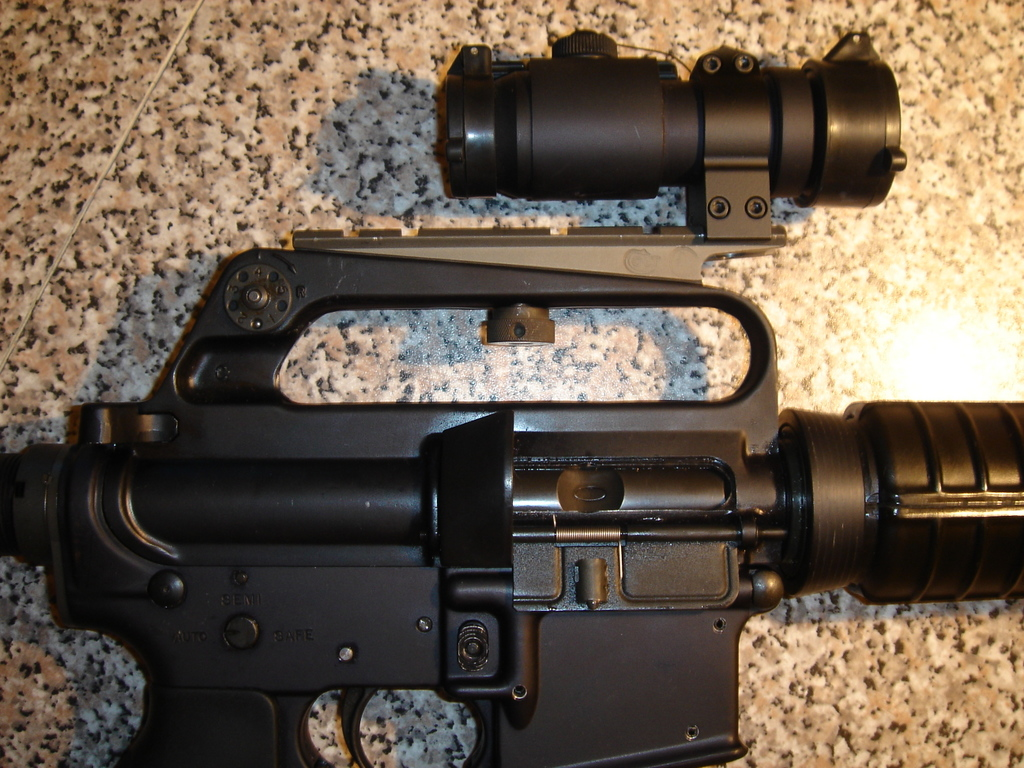
Colt SMG 635, приціл ML 2, кріплення Кольта